# アルスターコート

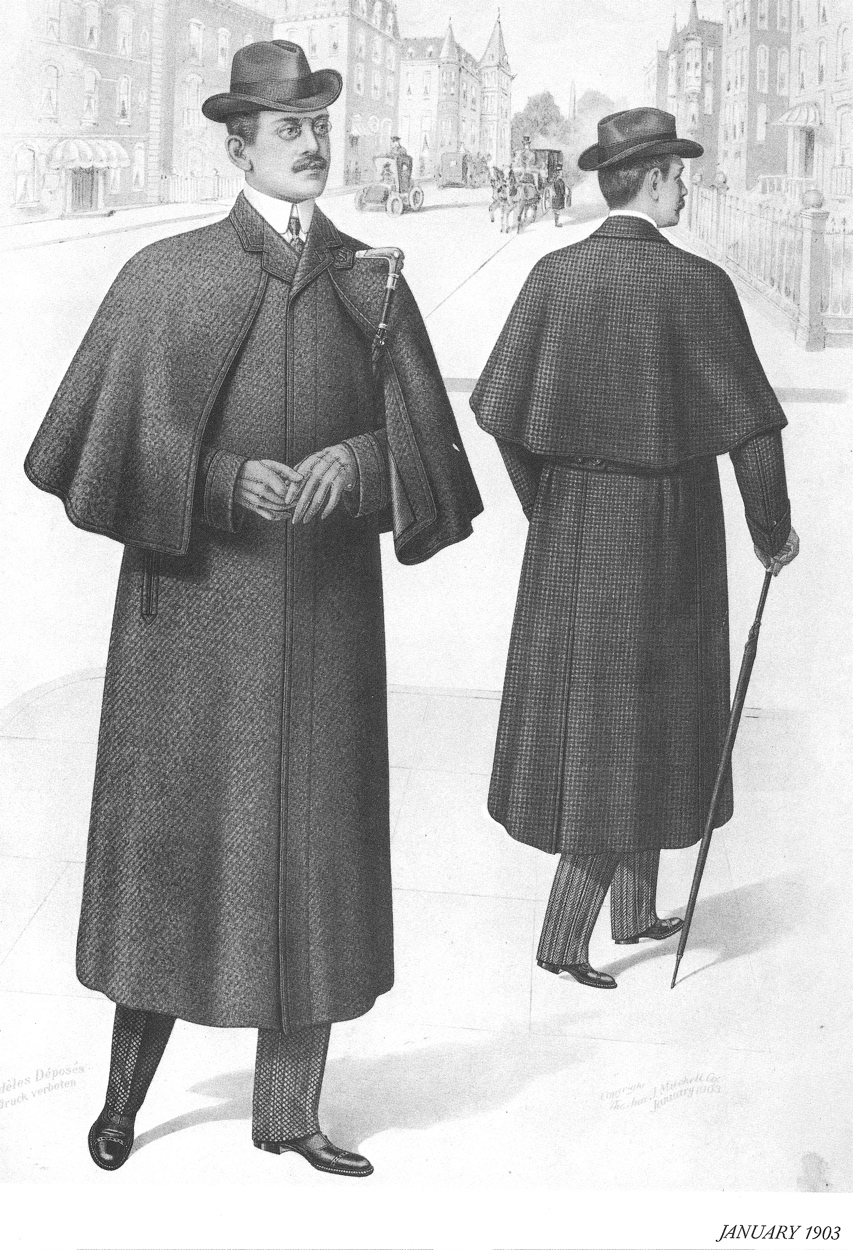
1903年のファッション図より、アルスターコート

アルスターコート（英語: Ulster coat）は、ヴィクトリア朝のイギリスで着用されていた、ケープが縫い付けてある昼間のオーバーコートである。
形が似たインバネスコートと区別する特徴はケープの丈であり、腕を自由に動かせるよう、肘までの短めにしてある。悪天候のなか長時間、屋外で座ったままの御者が手綱を操りやすいようにした。
ヘリンボーンやツイードなど丈夫な生地で縫製し、登場した当時はフォーマルなコートではなかったものの、20世紀にはケープの印象から改まった場にふさわしいと見られるようになった。エドワード朝をすぎるとケープは消え、頑丈なオーバーコートとして前合わせもしばしばダブルが用いられた。
軽めの生地を用いたタイプはアルスターレット（ulsterette）と呼ばれる。

## 起源
紳士のワードローブを見ると、アルスターコートが登場するまで、19世紀前半はグレートコートやサータウトが流行した。ところが旅行ブームの到来とともに、これらの衣服は分厚い生地を深く重ねてシルエットを構成して重いことや丈が長すぎることで旅行好きには敬遠される。1800年代半ばにはチェスターフィールドやプリンス・アルバート・コートなど、より身軽なデザインに人気が集まったものの、いずれも外見優先で防寒着としての性能はアルスターと比べようもなかった。そこでアイルランド服飾界のジョン・マッギー（McGee＆Co）は防寒仕様でも取り回しが楽なデザインに着手する。
こうして1866年にはマッギーが現在の「アルスターコート」のデザイン・コンセプトを考案して売り出すと、たちまち多くの注目を集め、高い評価を得た。売上の伸びを受けて、同社はベルファストに2軒目の店「アルスターコート・ウェアハウス」を出し、男性向けコートの成功からついに女性バージョンを求める声が高まり、1870年代初頭、女性用を市場に登場させる。

## 時代小説のアイコン
チャールズ・ディケンズやアーサー・コナン・ドイルなどヴィクトリア朝の作家は時代小説 (en) にこのコートをしばしば描いた。ドイルはアルスターコートを「シャーロック・ホームズ」シリーズに使い、これがヴィクトリア朝後期の時代小説のアイコン（小道具）の前例となって次のように定着していく。

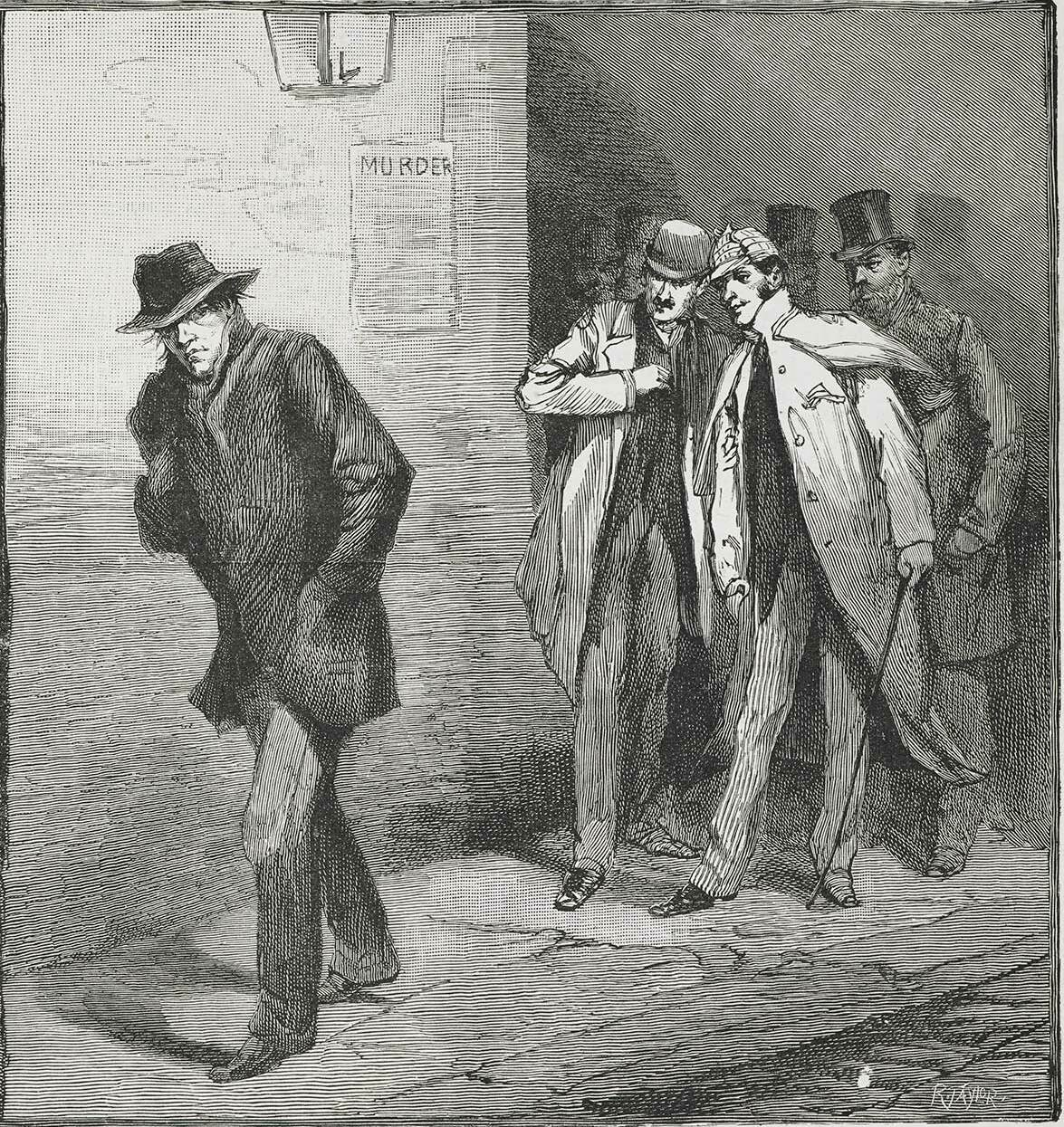
切り裂きジャックを描いた挿絵「容疑者」（部分、『イラストレイテド・ロンドン・ニュース』1888年10月13日号の挿絵コーナー「イーストエンドの自警団と巡回」より）

ホームズものの短編小説『青い紅玉』を例に取ると、作中でワトソンは次のように語る。
It was a bitter night, so we drew on our ulsters and wrapped cravats about our throats.
（寒さがしみる夜で皆アルスターの前をかき合わせ、首巻をしっかりと巻き付けた。）
悪名高い切り裂きジャックを小説The Lodgerに登場させたマリー・べロック・ラウンズは、ホワイトチャペルの街をうろつくストーカーにアルスターコートを着せ、20世紀フォックスは映画化に際してレアード・クリーガー演じる悪役の衣装にこのコートを採用、また殺人を犯した証拠のアルスターコートを燃やすシーンを織り込んでいる。
ジェイムズ・ジョイスは小説『ダブリン市民』のエピソード「グレース」でバーのシーンを書き、登場人物のパワー氏がアルスターコート姿でカウンターの端から「酔ったカーナン氏に近づく」と一言のみ記した。
モンゴメリの『赤毛のアン』初版の友人ダイアナがクリスマスに装うアルスターコートは「blood-red ulster（血のように真っ赤な）」と表現された。
あるいはまたポスト・コロニアリズムの作家にとって、アルスターコートを文化のアイコンとして重視するあまり、文脈を読み違える危険も指摘されている。